# 余縉
余缙（？—1689年），字仲绅，号浣公，浙江諸暨縣人。清朝政治人物。

## 生平
明崇禎九年（1636年）丙子科浙江鄉試舉人，清順治九年（1652年）壬辰科進士，历官知县、河南道監察御史，顺治年间，曾导李荫祖上疏请罢兴屯道、厅，请废屯租以解民困。康熙年间，先后上疏，坚决反对弃舟山地不顾之说，以固海防；反对迁海，请罢任意派拨舵工、水手。曾巡视长芦盐政。康熙二十八年卒。有《大观堂集》。

## 延伸阅读
[在维基数据编辑]
 《清史稿·卷282》，出自趙爾巽《清史稿》